# Izabela Kowalińska
Izabela Kowalińska z d. Żebrowska (ur. 23 lutego 1985 roku w Świdniku) – polska siatkarka, grająca na pozycji atakującej, reprezentantka Polski. Po sezonie 2019/2020 zakończyła karierę sportową.

## Sukcesy klubowe
Mistrzostwo Polski:
- 2007, 2014, 2015, 2016, 2019
- 2010, 2018
- 2006, 2008, 2012, 2020

Puchar Polski:
- 2007, 2012, 2014, 2016

Superpuchar Polski:
- 2007, 2009, 2014, 2015

Awans do ORLEN Ligi z PSPS Chemikiem Police

## Sukcesy reprezentacyjne
Mistrzostwa Europy Kadetek:
- 2001

Mistrzostwa Świata Kadetek:
- 2001

Mistrzostwa Europy Juniorek:
- 2002

Mistrzostwa Świata Juniorek:
- 2003

Letnia Uniwersjada:
- 2005

Puchar Piemontu:
- 2009

## Nagrody indywidualne
- 2012 - MVP turnieju finałowego Pucharu Polski[8]
- 2012 - MVP Orlen Ligi
- 2016 - MVP Orlen Ligi